# ميه تاكيدا
ميه تاكيدا (باليابانية: 竹田弥栄) هي متسابقة بياثل يابانية، ولدت في 13 نوفمبر 1976.

## وصلات خارجية
- ميه تاكيدا على موقع IBU (الإنجليزية)
- ميه تاكيدا على موقع أوليمبيديا (الإنجليزية)